# Station Racendów
Station Racendów is een spoorwegstation in de Poolse plaats Racendów.